# Monastère bénédictin de Fujimi
Le prieuré de la Trinité de Fujimi est un monastère bénédictin situé au Japon dans les montagnes de Fujimi. Ce prieuré de moines de l'Ordre de Saint-Benoît appartient à la congrégation américano-cassinaise au sein de la confédération bénédictine. Il comprend actuellement huit moines.

## Histoire

### Contexte
Les premiers bénédictins à arriver au Japon de l'époque moderne sont venus d'Allemagne. Ils se sont établis à Chigasaki, près de Kamakura en 1931, mais ils ont dû se disperser après la Seconde Guerre mondiale.

### Historique du prieuré de Fujimi
Des moines américains venus de l'abbaye de Collegeville se sont installés en 1947 à la paroisse Saint-Anselme de Tokyo et y ont ouvert un prieuré. Ils ont déménagé dans les montagnes de Fujimi et ont voué leur nouveau prieuré à la Sainte-Trinité en 1999. Leur communauté est internationale et les offices sont en langue japonaise.